# Llista d'empreses de Guinea Bissau

Localització de Guinea Bissau

Aquesta és una llista d'empreses de la República de Guinea Bissau, un estat d'Àfrica Occidental que limita al nord amb el Senegal, al sud i est amb la República de Guinea i a l'oest amb l'oceà Atlàntic.

## Panorama
Guinea Bissau és un dels països menys desenvolupats del món i un dels 10 països més pobres del món, i depèn principalment de l'agricultura i la pesca. Guinea Bissau ha començat a mostrar alguns avanços econòmics després de signar un pacte d'estabilitat entre els principals partits polítics del país, el que porta a un programa de reforma estructural recolzat pels Fons Monetari Internacional. Els principals reptes per al país en els pròxims anys serien aconseguir disciplina fiscal, la reconstrucció de l'administració pública, millorar el clima econòmic per a la inversió privada, i promoure la diversificació econòmica.
Després d'alguns anys de recessió econòmica i d'inestabilitat política, el 1997 Guinea Bissau va entrar al sistema monetari franc CFA, donant lloc a una certa estabilitat monetària interna. La guerra civil de Guinea Bissau que va tenir lloc entre 1998 i 1998 i el cop d'estat militar de setembre de 2003 van interrompre novament l'activitat econòmica, deixant una part substancial de la infraestructura econòmica i social en ruïnes i intensificant la ja generalitzada pobresa. Després de les eleccions parlamentàries de març de 2004 i les eleccions presidencials de juliol de 2005, el país està tractant de recuperar-se del llarg període d'inestabilitat malgrat una situació política encara fràgil, a la que no ha ajudat l'assassinat del president Vieira en 2009 i el cop d'estat militar de 2012.

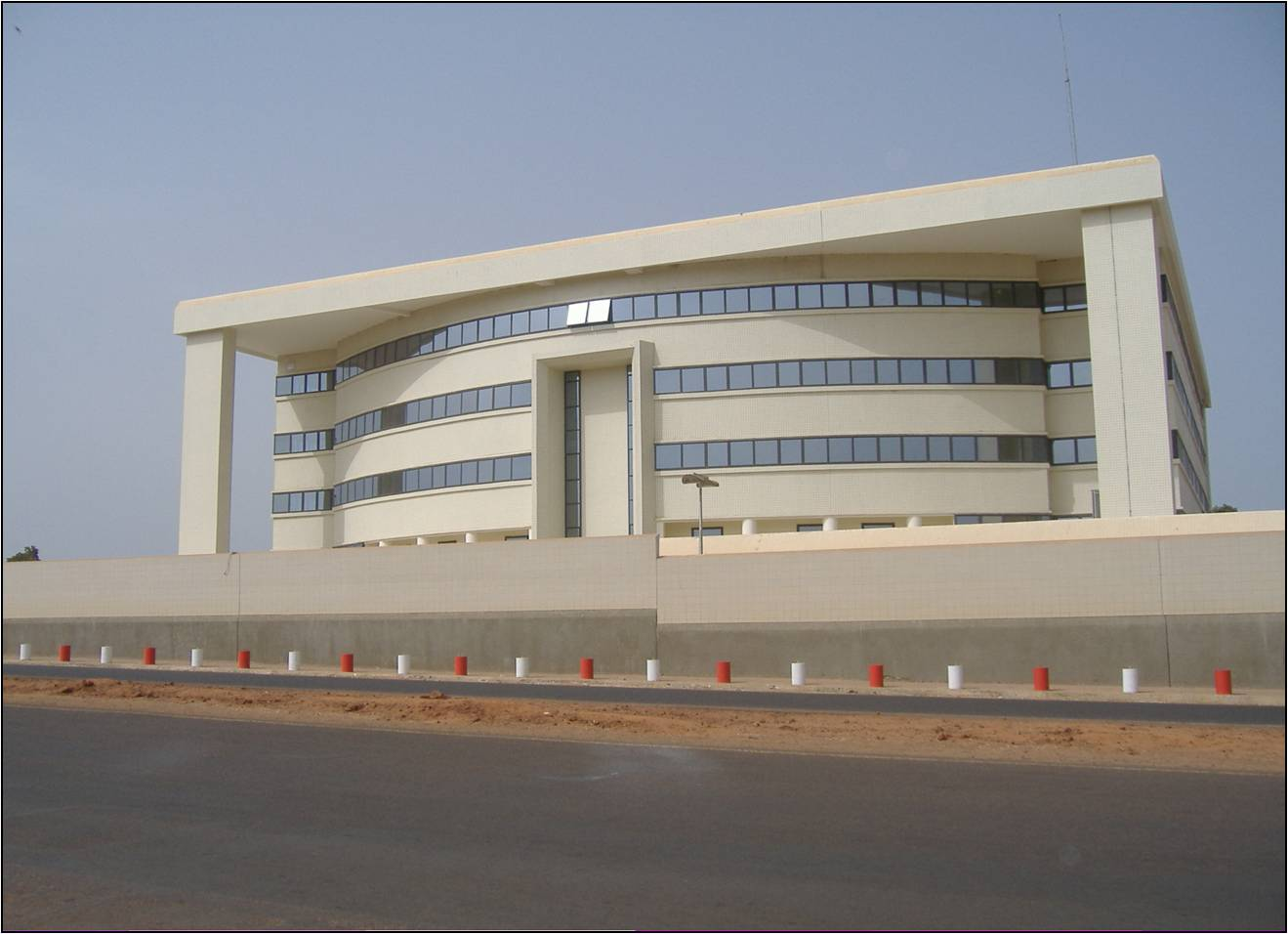
El Banc Central de Guinea Bissau a Bissau

## Financeres
- Banc Central dels Estats d'Àfrica Occidental
- Ecobank

## Industrials
- Correios da Guiné-Bissau, postal

## Viatge i lleure
- Air Bissau (dissolta)
- Guine Bissau Airlines (dissolta)

## Subministraments
- Electricidade e Aguas da Guine-Bissau, electricitat, aigua

## Comunicació
- TV Klelé, televisió comunitària
- Televisió de Guinea Bissau, televisió pública estatal
- Ràdio Nacional de Guinea Bissau, ràdio pública estatal
- Guiné Telecom, telecomunicacions